# 日拝塚古墳
日拝塚古墳（ひはいづかこふん）は、福岡県春日市下白水南（しもしろうずみなみ）にある古墳。形状は前方後円墳。国の史跡に指定されている。

## 概要
福岡平野南部、那珂川東岸の河岸段丘上に築造された古墳である。古墳名は、彼岸の時期に東方の大根地山から昇る太陽を拝むことができる「日を拝む塚」に由来する。1929年（昭和4年）に盗掘に遭っているほか、1981年（昭和55年）以降に発掘調査が実施されている。
墳形は前方後円形で、墳丘主軸をほぼ東西方向として、前方部を西方向に向ける。墳丘は2段築成。墳丘外表で葺石・埴輪は認められていない。墳丘周囲には盾形の周溝が巡らされ、周溝を含めた古墳全長は62メートルにおよび、後円部南側（石室前面）の部分では周溝が途切れて陸橋を形成する。埋葬施設は後円部における両袖式の横穴式石室で、南西方向に開口する。単室構造の石室で、石材には花崗岩の巨石が使用されている。副葬品は昭和期の盗掘の際に持ち出されているが、その後に回収され、金製垂飾付耳飾・環頭大刀柄頭のほか銅鏡・装身具類・武器・工具・馬具・須恵器・陶質土器など多数が遺存する。
築造時期は、古墳時代後期の6世紀中葉頃と推定される（かつては6世紀前半頃と推定）。福岡平野では東光寺剣塚古墳（福岡市）と同時期と想定され、その被葬者に次ぐ人物か、それとは別に福岡平野南部に影響力を持った有力者の墓と推測されるほか、牛頸窯跡群における須恵器創業開始との関連を指摘する説も挙げられている。なお、古墳周辺の日拝塚遺跡では古墳時代の掘立柱建物が検出されており、日拝塚古墳の前後に集落が存在した可能性がある。
古墳域は1976年（昭和51年）に国の史跡に指定されている。現在では史跡整備のうえで公園として公開されているが、石室内への立ち入りは制限されている。

## 遺跡歴
- 1929年（昭和4年）、石室の盗掘、副葬品の出土（大半は東京国立博物館所蔵、金製垂飾付耳飾は春日市奴国の丘歴史資料館所蔵）[1]。
- 1930年（昭和5年）刊行の『史蹟名勝天然紀念物調査報告書』第5輯で報告。
- 1976年（昭和51年）2月24日、国の史跡に指定[6]。
- 1981年（昭和55年）、環境整備に伴う確認調査：第1次（春日市教育委員会、1981年に報告）[1]。
- 1982年度（昭和56年度）、環境整備[1]。
- 1998年（平成10年）、住宅建設に伴う古墳西側の発掘調査：第2次（春日市教育委員会）。
- 2000年（平成12年）、古墳東側の確認調査：第3次（春日市教育委員会）。
- 2005年（平成17年）3月20日、福岡県西方沖地震で被災[1]。
- 2005年度（平成17年度）、地震被災に伴う墳丘・石室の現況調査・復旧工事（春日市教育委員会）[1]。

## 墳丘
墳丘の規模は次の通り。
- 古墳総長：約62メートル - 周溝を含めた全長。
- 墳丘長：約55メートル - 地上の見かけ上の部分は47メートル。
- 後円部 高さ：5.4メートル（地表から）
- 前方部 高さ：4.4メートル（地表から）

墳丘は2段築成で、テラス部分は幅約5メートルの平坦面である。

## 埋葬施設

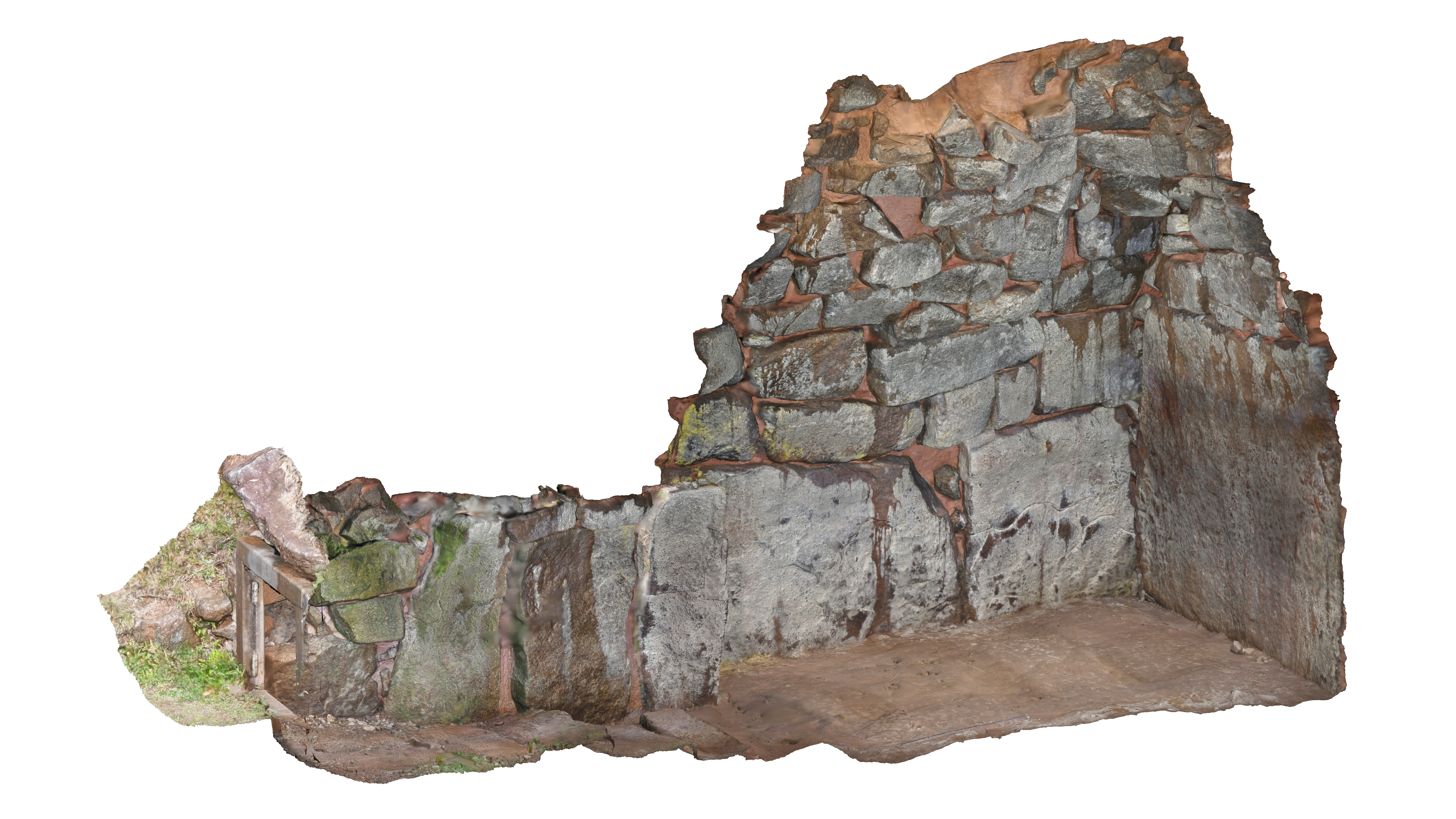
石室俯瞰図

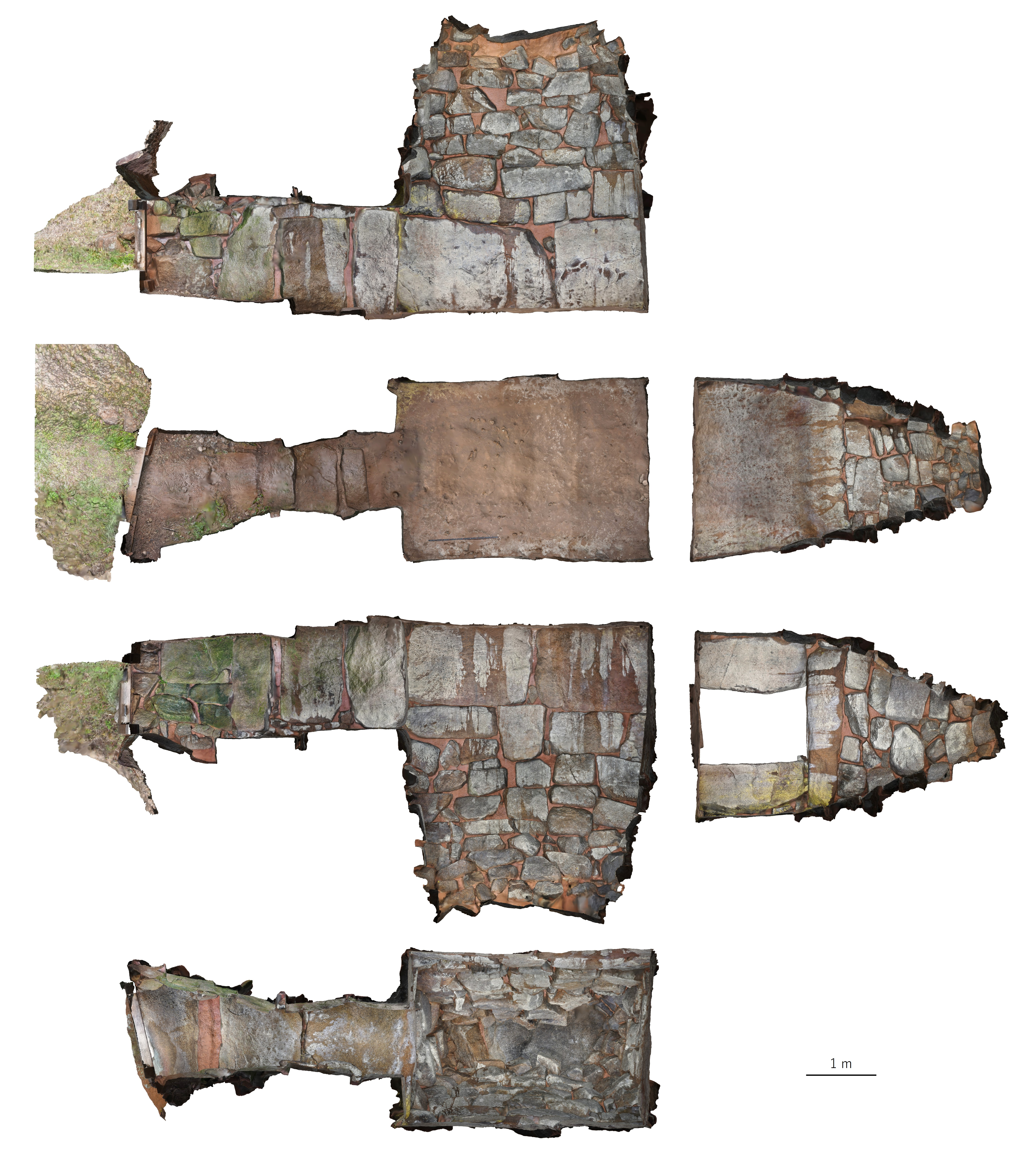
石室展開図

埋葬施設としては後円部において両袖式の横穴式石室が構築されており、南西方向に開口する。玄室・羨道からなる単室構造の石室である。石室の規模は次の通り。
- 石室全長：8.4メートル
- 玄室：長さ3.6メートル、幅2.6メートル、高さ4メートル
- 羨道：長さ4.8メートル、幅1.1メートル、高さ1.5メートル

石室の石材は花崗岩。玄室の奥壁の鏡石には幅2.5メートル・高さ2.2メートルの巨石を据える。また玄室・羨道の側壁には、高さ1.2メートルの腰石を並べる。玄室の側壁は石材を急に持ち送り構築される。羨道は開口部に向かって開く。
石室内は1929年（昭和4年）に盗掘に遭っているが、副葬品はその後に回収されている。また2005年（平成17年）には福岡県西方沖地震で被災し、復旧工事の際に石材の目地に強化土が詰められている。

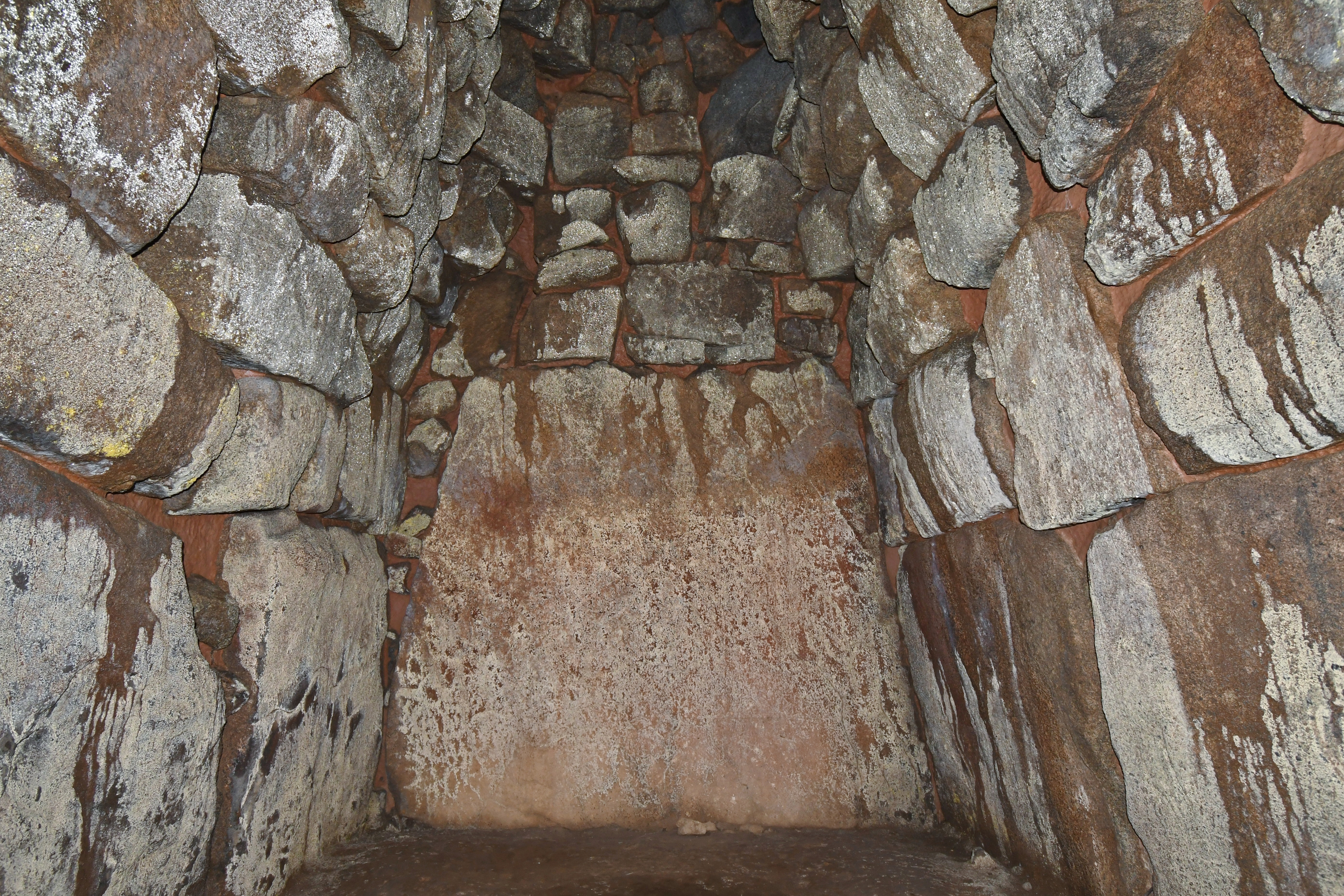
玄室（奥壁方向）
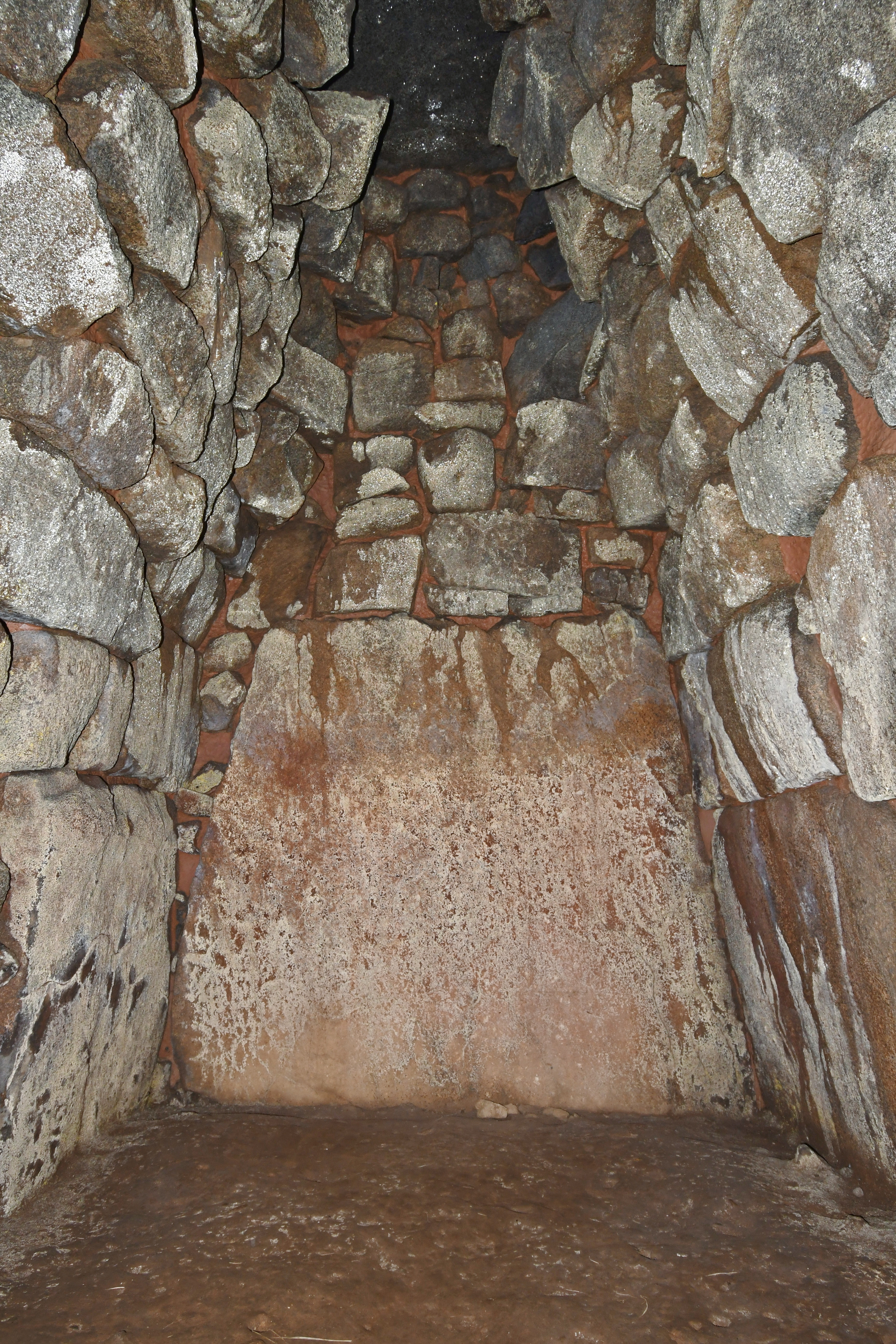
玄室（奥壁方向）
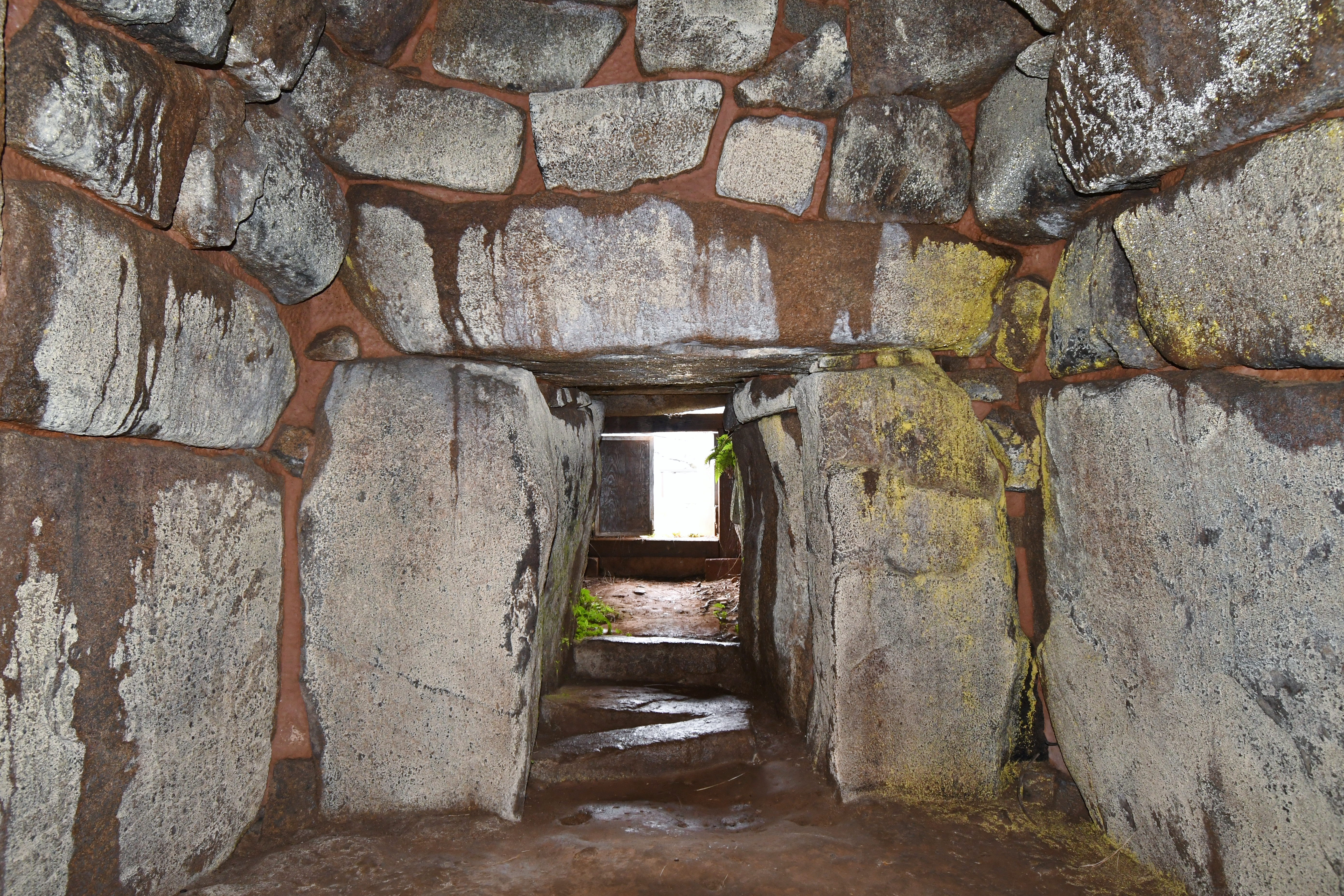
玄室（開口部方向）
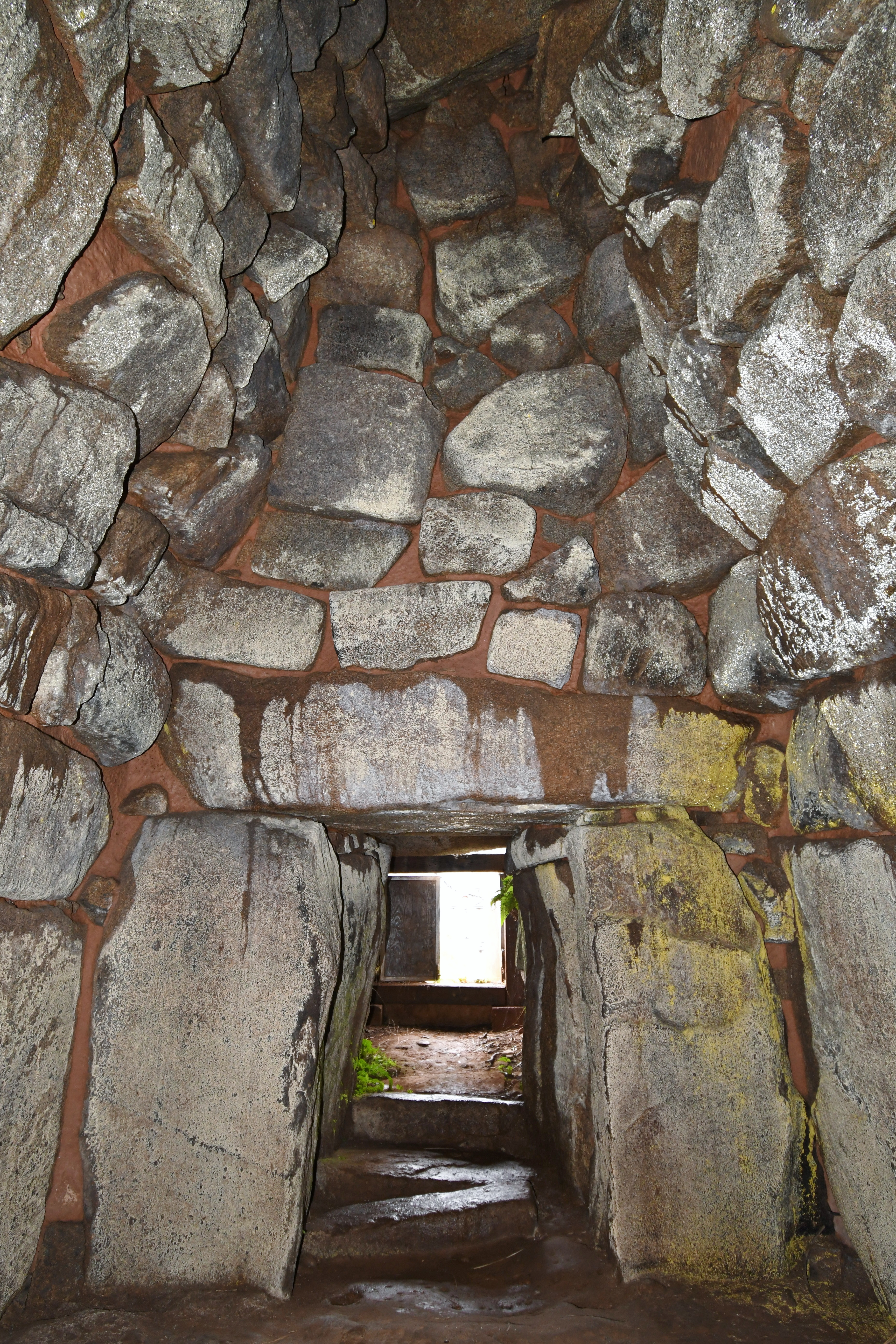
玄室（開口部方向）
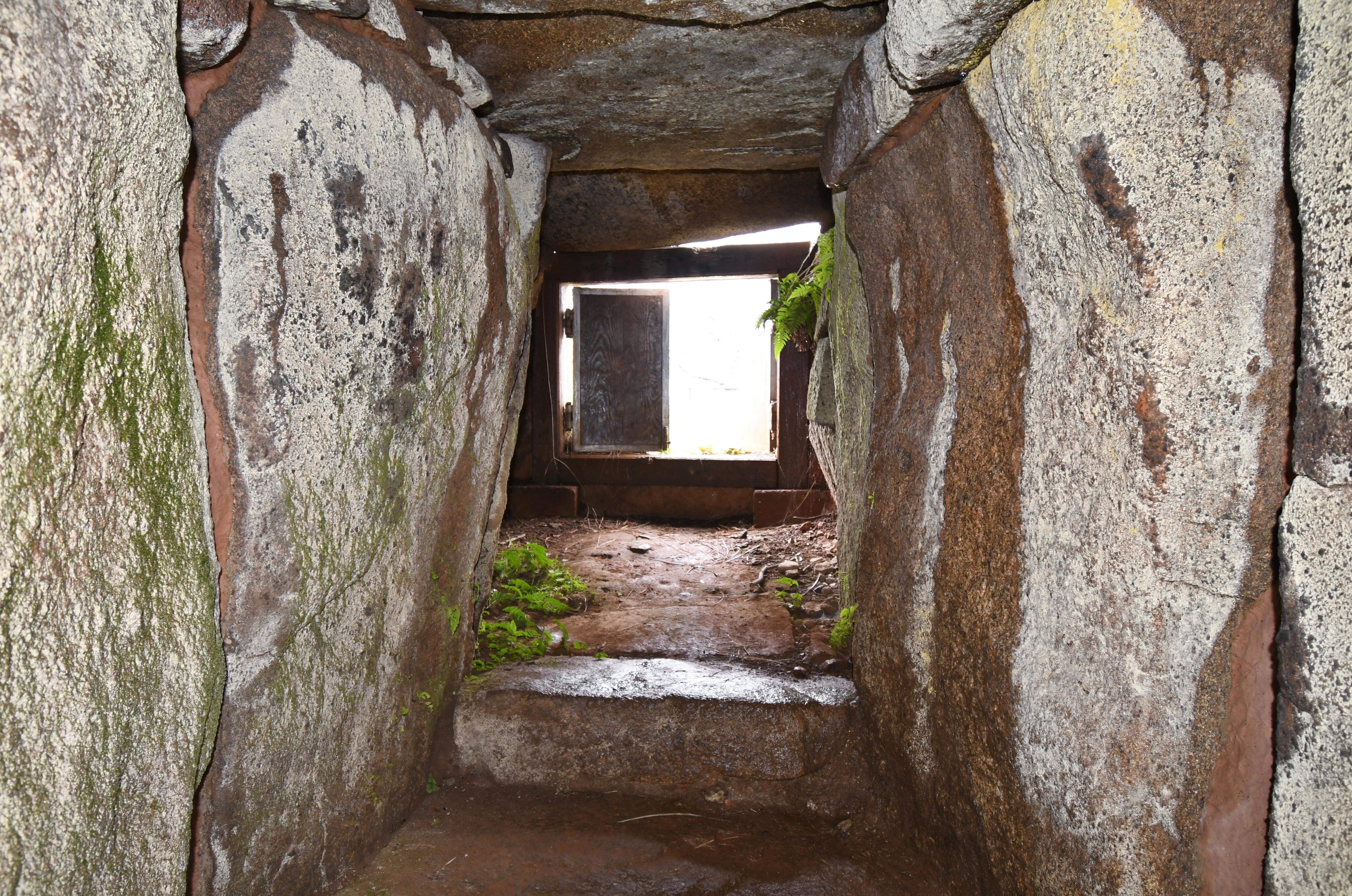
羨道（開口部方向）
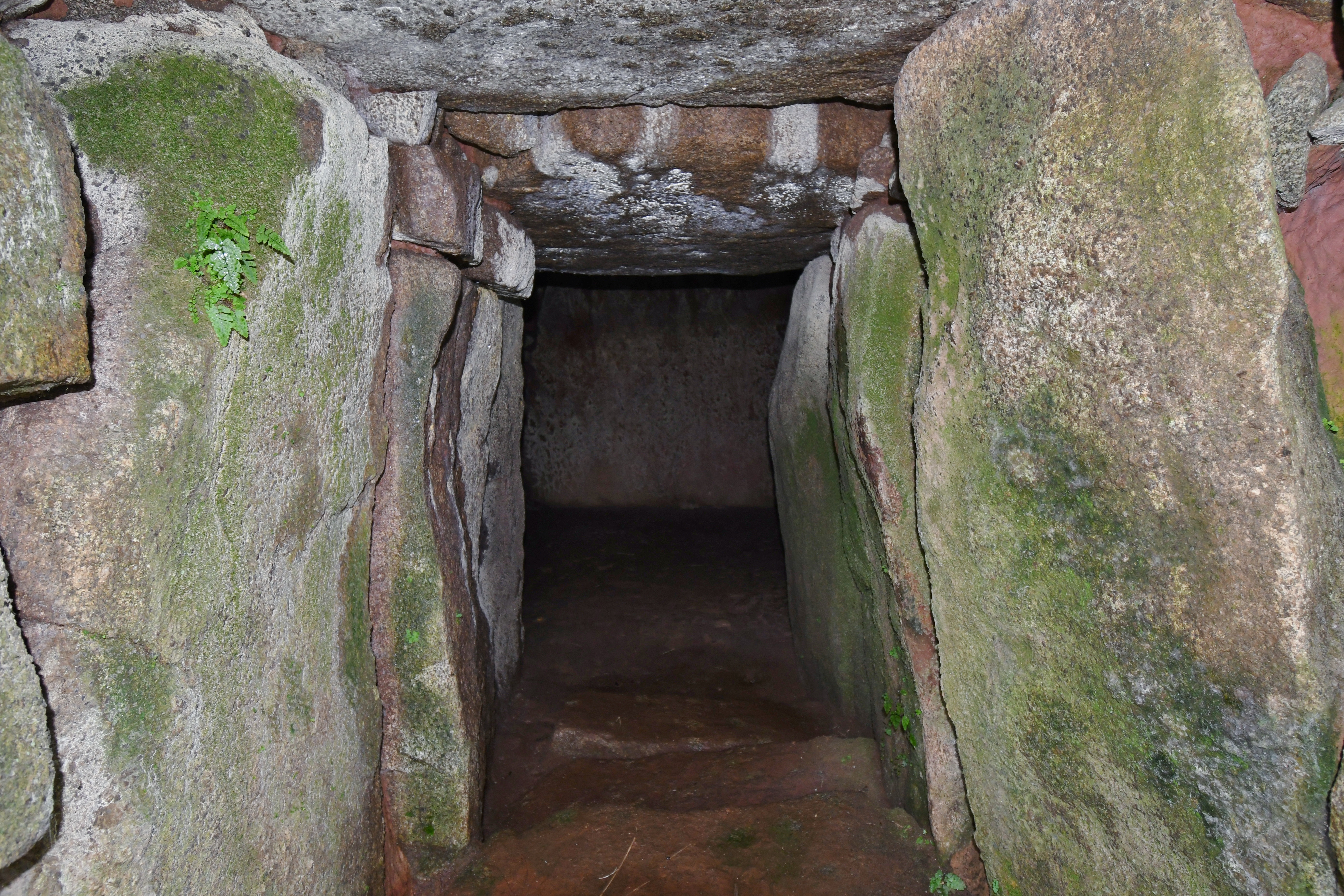
羨道（玄室方向）

## 出土品

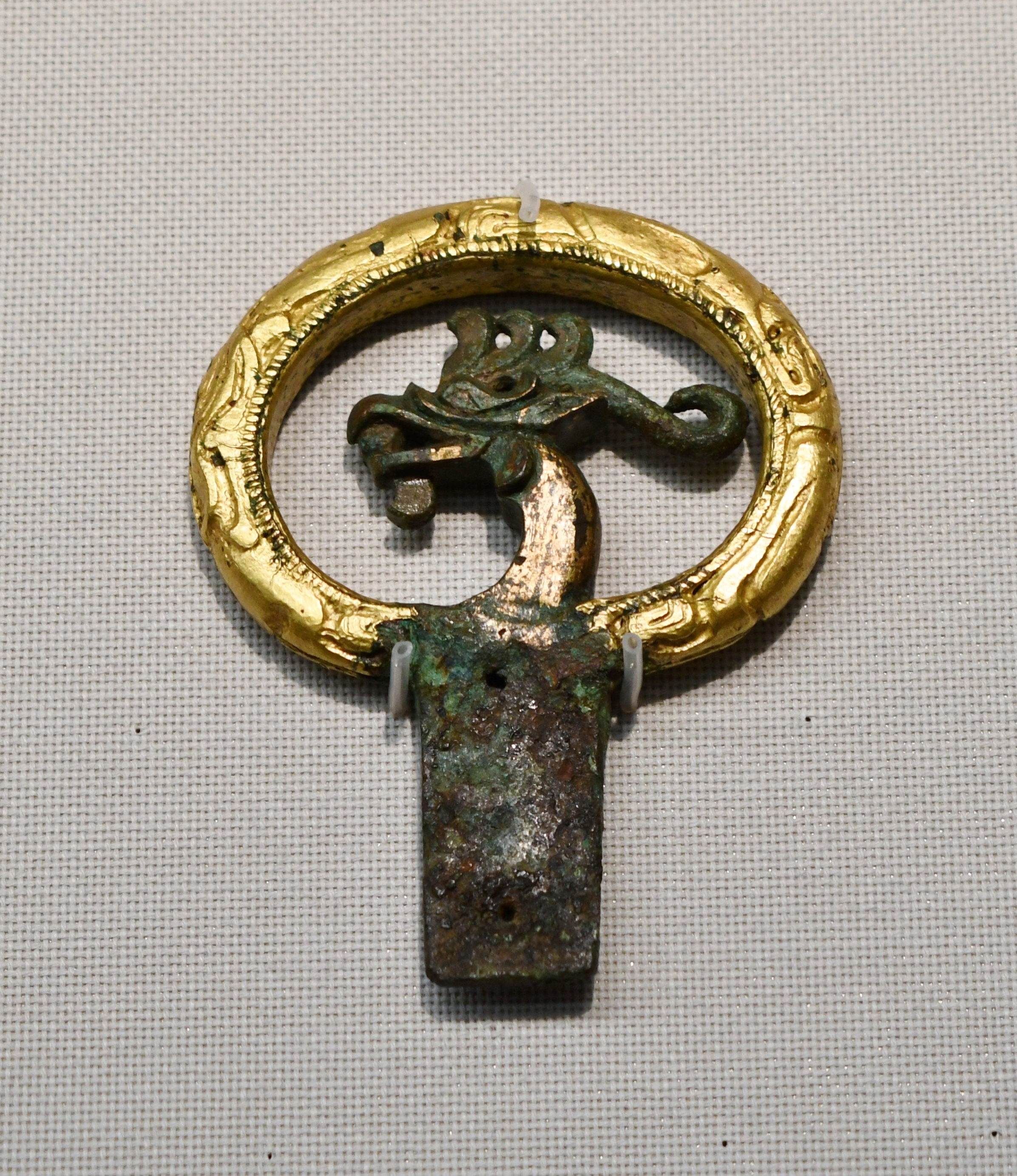
単鳳環頭柄頭東京国立博物館展示（他画像も同様）。

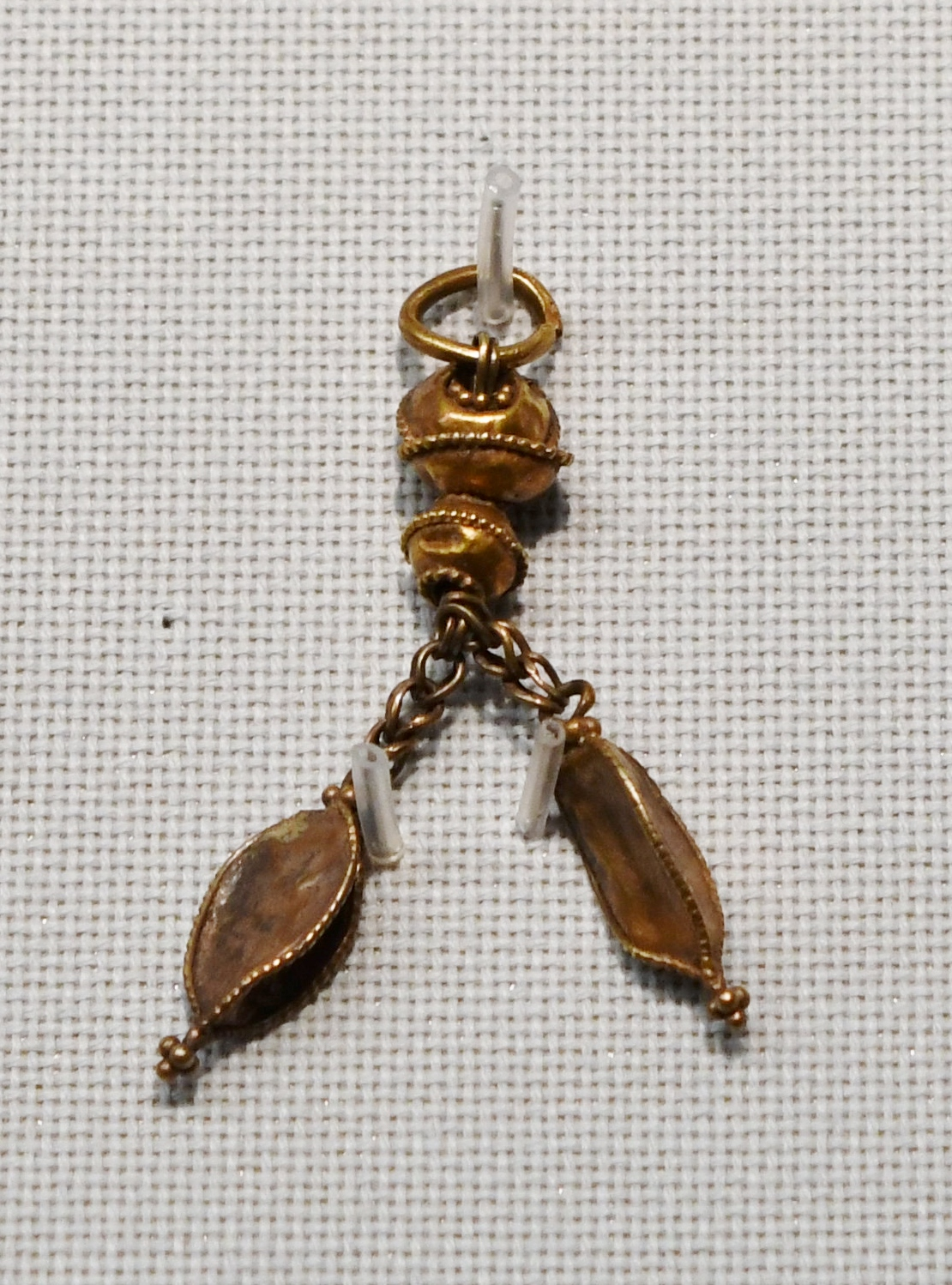
垂飾付耳飾

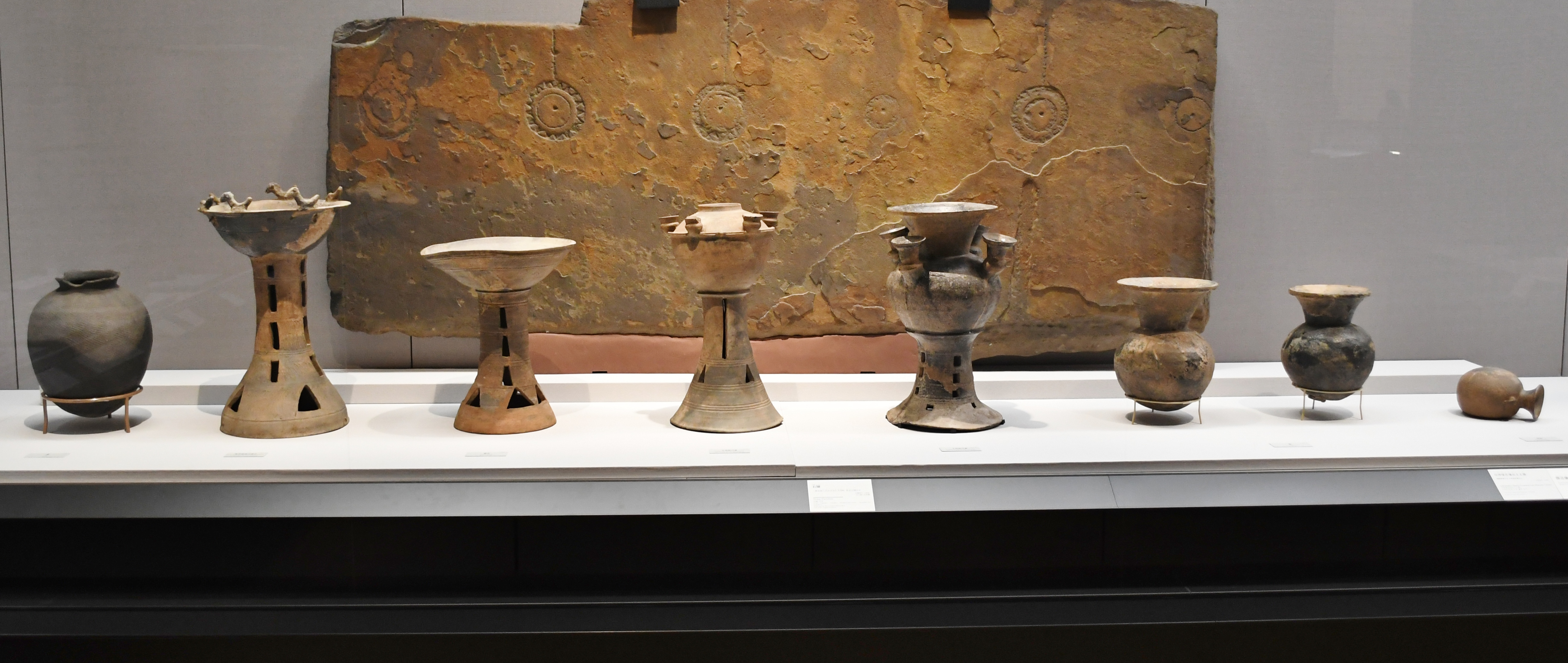
須恵器

1929年（昭和4年）の盗掘等で石室内から出土した副葬品は次の通り。
- 銅鏡
  - 獣形鏡 1
- 装身具類
  - 金環 5
  - 金製垂飾付耳飾 2
  - 玉類
    - 滑石製臼玉 26
    - ガラス丸玉 138
    - ガラス小玉 1820
    - 水晶製切子玉 5
    - 銀製空玉 26
    - 埋木製切子玉 1
    - 琥珀製棗玉 3
- 武器
  - 鉄刀 2
  - 鉄刀茎部 4
  - 鹿角装鉄刀把片 2
  - 鉄矛
  - 鉄石突
  - 鉄鏃 91
  - 金銅製環頭柄頭 1
  - 銀線片 7
- 工具
  - 刀子 1
- 馬具
  - 鉄製輪鐙 6
  - 鉄製轡 2 - 銅張鍍金鏡板付、環状鏡板付。
  - 鉄地銅張鍍金雲珠 2
  - 青銅製馬鈴 3
  - 鉄製鉸具付兵庫鎖 6
  - 鉄製鋲留金具破片 53
- 須恵器 - 子持脚付壺2、装飾付器台1、大型器台1、長頸壺3、脚付壺2、高坏3、提瓶、坏蓋2など。
- 陶質土器

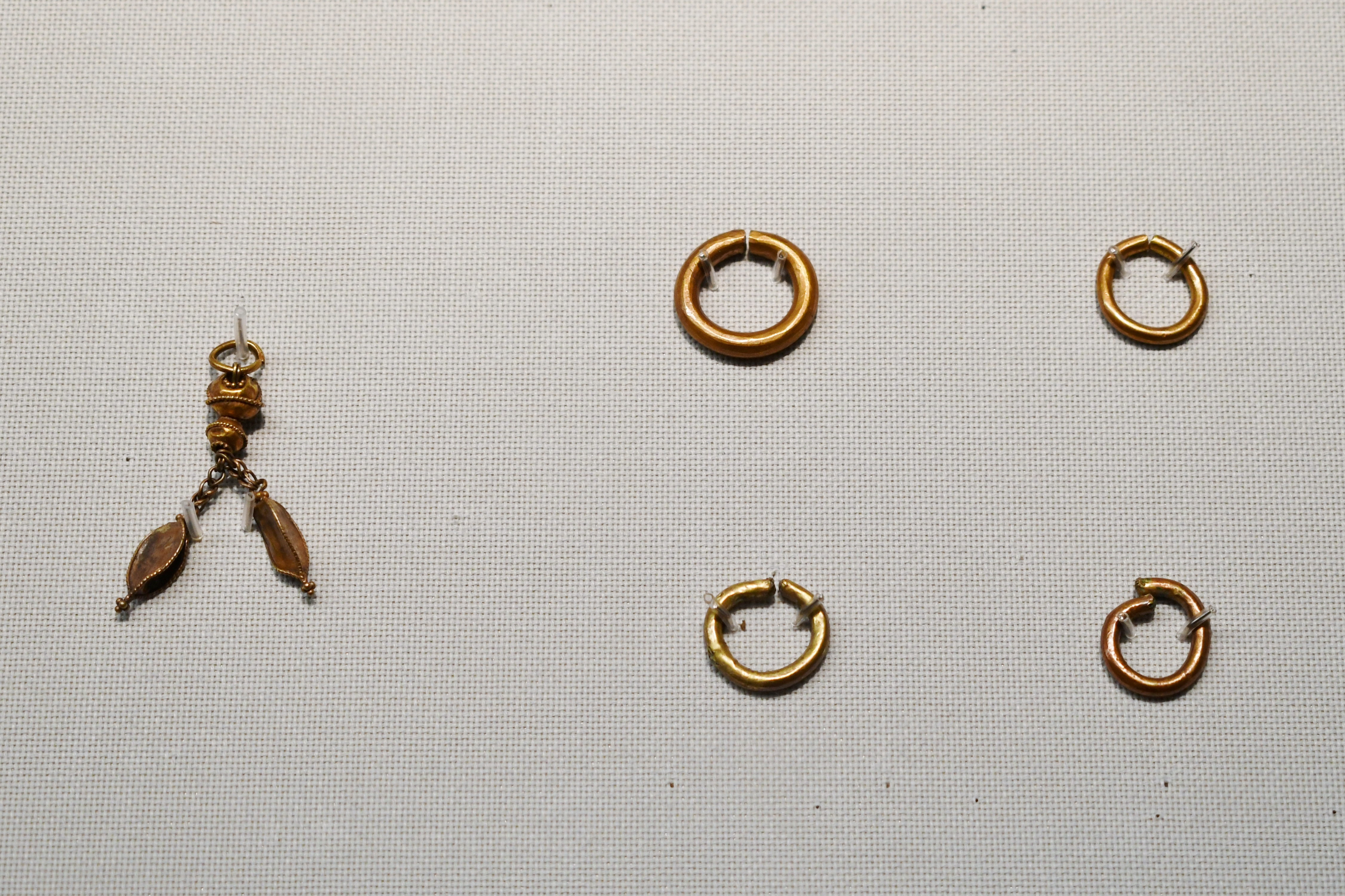
垂飾付耳飾・金環
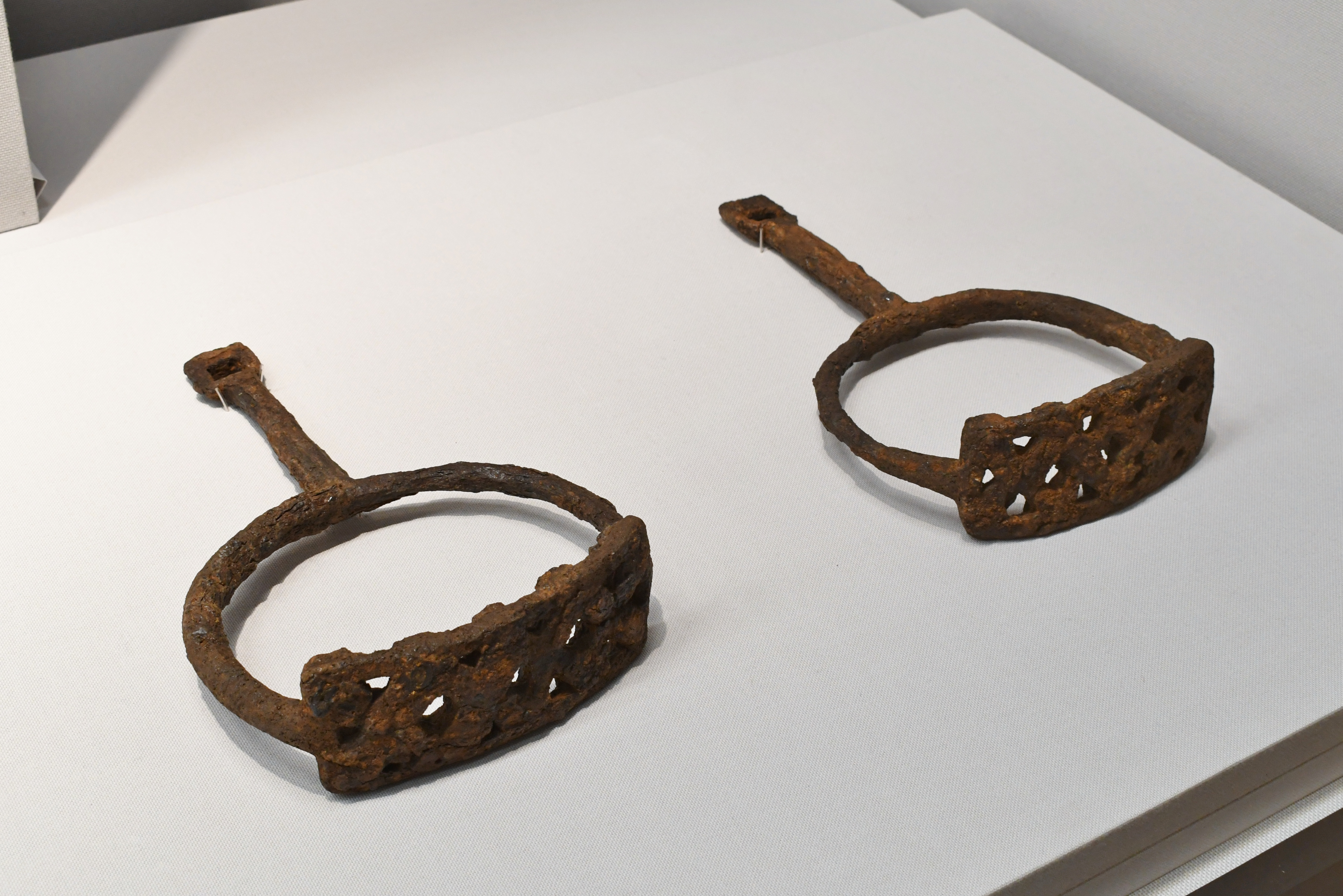
輪鐙
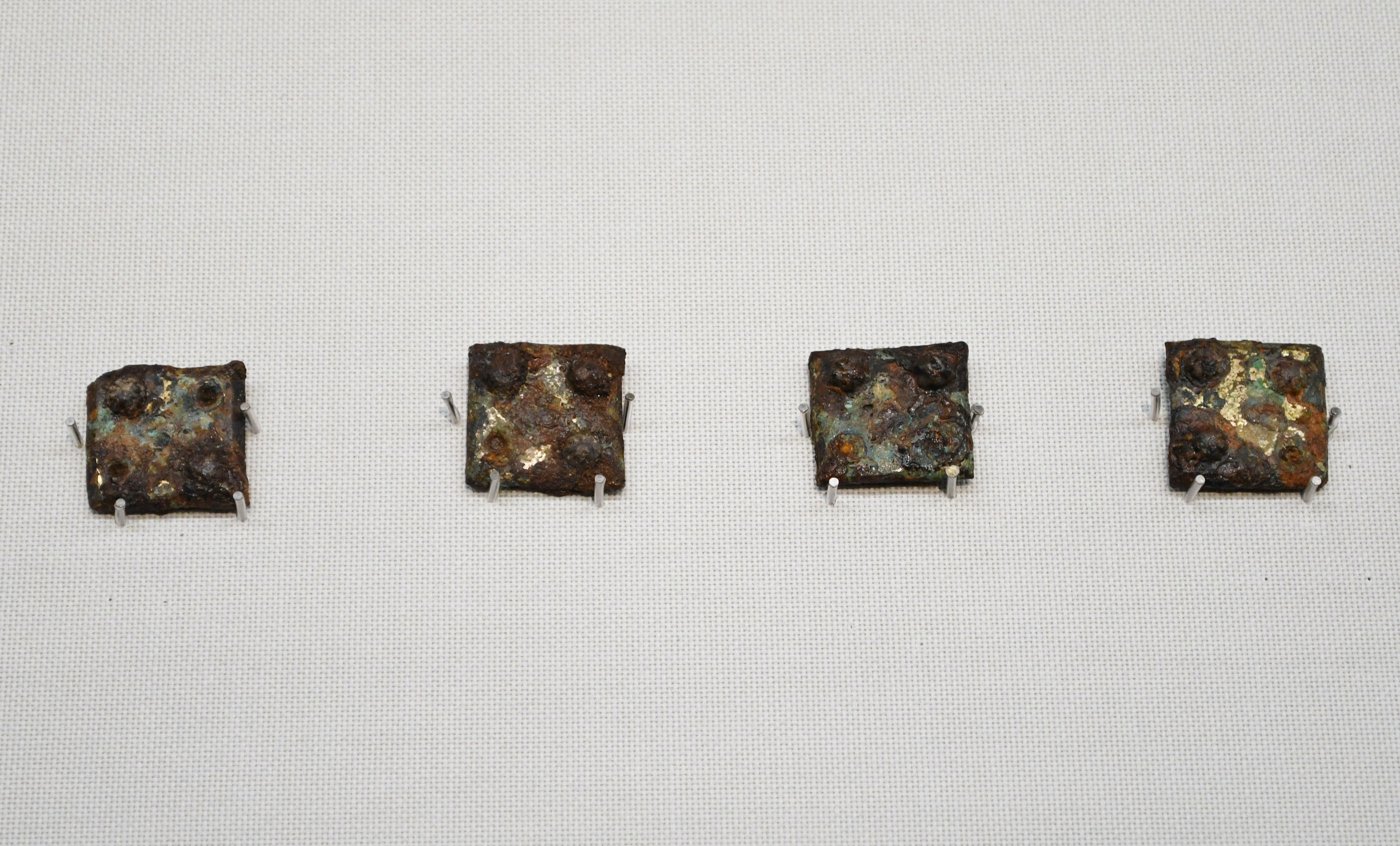
飾金具

## 文化財

### 国の史跡
- 日拝塚古墳 - 1976年（昭和51年）2月24日指定[6]。

## 関連施設
- 東京国立博物館（東京都台東区） - 日拝塚古墳の出土品を保管。
- 春日市奴国の丘歴史資料館（春日市岡本） - 日拝塚古墳出土の金製垂飾付耳飾を保管・展示。

## 関連文献
（記事執筆に使用していない関連文献）
- 「日拝塚」『史蹟名勝天然紀念物調査報告書』 第5輯、福岡県、1930年。 - リンクは奈良文化財研究所「全国遺跡報告総覧」。
- 『国指定史跡 日拝塚古墳 -環境整備事業に伴う調査-』春日市教育委員会〈春日市文化財調査報告書第8集〉、1981年。